# Persone di nome Isaiah
| Questa pagina contiene informazioni ricavate automaticamente dalle voci biografiche con l'ausilio del template Bio e di un bot. L'aggiornamento è periodico e automatico e ricostruisce completamente la pagina. Se manca una persona in questa lista, sei pregato di non aggiungerla, ma accertati piuttosto che la sua voce biografica contenga il template Bio e che i dati anagrafici siano correttamente compilati. Se il template Bio manca, inseriscilo tu stesso o, in alternativa, metti l'avviso {{tmp\|Bio}} che ne segnala la mancanza. Se i dati riportati sono sbagliati, correggi direttamente la voce biografica; le modifiche saranno visibili in questa lista entro pochi giorni. Per chiarimenti vedi il progetto antroponimi. La lista contiene solo le 73 persone che sono citate nell'enciclopedia e per le quali è stato implementato correttamente il template Bio. Pagina aggiornata al 16 ott 2024. |

Questa è una lista di persone presenti nell'enciclopedia che hanno il prenome Isaiah, suddivise per attività principale.

## Attori(2)
- Israel Broussard, attore statunitense (Gulfport, n. 1994)
- Isaiah Washington, attore statunitense (Houston, n. 1963)

## Calciatori(4)
- Isaiah Brown, ex calciatore inglese (Peterborough, n. 1997)
- Isaiah Jones, calciatore inglese (Lambeth, n. 1999)
- Isaiah Osbourne, calciatore inglese (Birmingham, n. 1987)
- Isaiah Parente, calciatore statunitense (Medina, n. 2000)

## Cantanti(1)
- Isaiah Firebrace, cantante australiano (Portland, n. 1999)

## Cestisti(27)
- Isaiah Austin, ex cestista statunitense (Fresno, n. 1993)
- Isaiah Briscoe, cestista statunitense (Union, n. 1996)
- Isaiah Canaan, cestista statunitense (Biloxi, n. 1991)
- Isaiah Cousins, cestista statunitense (Mount Vernon, n. 1994)
- Isaiah Hartenstein, cestista statunitense (Eugene, n. 1998)
- Isaiah Hicks, cestista statunitense (Oxford, n. 1994)
- Isaiah Jackson, cestista statunitense (Pontiac, n. 2002)
- Isaiah Livers, cestista statunitense (Kalamazoo, n. 1998)
- Isaiah Miles, cestista statunitense (Baltimora, n. 1994)
- Isaiah Morris, ex cestista statunitense (Richmond, n. 1969)
- Isaiah Philmore, cestista statunitense (El Paso, n. 1989)
- Isaiah Piñeiro, cestista statunitense (Auburn, n. 1995)
- Isaiah Rider, ex cestista statunitense (Oakland, n. 1971)
- Isaiah Roby, cestista statunitense (Dixon, n. 1998)
- Reed Sheppard, cestista statunitense (London, n. 2004)
- Isaiah Stewart, cestista statunitense (Rochester, n. 2001)
- Isaiah Swann, cestista statunitense (San Diego, n. 1985)
- Isaiah Sykes, cestista statunitense (Detroit, n. 1991)
- Isaiah Taylor, cestista statunitense (Hayward, n. 1994)
- Isaiah Thomas, cestista statunitense (Tacoma, n. 1989)
- Isaiah Todd, cestista statunitense (Baltimora, n. 2001)
- Isaiah Whitehead, cestista statunitense (Brooklyn, n. 1995)
- Isaiah Wilkerson, ex cestista statunitense (Staten Island, n. 1990)
- Isaiah Wilkins, ex cestista e allenatore di pallacanestro statunitense (Atlanta, n. 1995)
- Isaiah Williams, cestista statunitense (Newark, n. 1992)
- Isaiah Wilson, ex cestista statunitense (Filadelfia, n. 1948)
- Isaiah Wong, cestista statunitense (Piscataway, n. 2001)

## Direttori d'orchestra(1)
- Isaiah Jackson, direttore d'orchestra statunitense (Richmond, n. 1945)

## Disc jockey(1)
- DJ Rush, disc jockey, musicista e produttore discografico statunitense (Chicago, n. 1970)

## Filosofi(1)
- Isaiah Berlin, filosofo, politologo e diplomatico lettone (Riga, n. 1909 - Oxford, † 1997)

## Giocatori di football americano(29)
- Isaiah Adams, giocatore di football americano canadese (Ajax, n. 2000)
- Isaiah Amaechi, giocatore di football americano statunitense (Los Angeles, n. 1997)
- Isaiah Buggs, giocatore di football americano statunitense (Ruston, n. 1996)
- Ike Charlton, ex giocatore di football americano statunitense (Orlando, n. 1977)
- Isaiah Crowell, giocatore di football americano statunitense (Columbus, n. 1993)
- Isaiah Davis, giocatore di football americano statunitense (Joplin, n. 2002)
- Isaiah Ekejiuba, giocatore di football americano statunitense (Nigeria, n. 1981)
- Isaiah Foskey, giocatore di football americano statunitense (Antioch, n. 2000)
- Isaiah Frey, giocatore di football americano statunitense (Roseville, n. 1990)
- Isaiah Johnson, giocatore di football americano statunitense (Bryan, n. 1995)
- Zay Jones, giocatore di football americano statunitense (Dallas, n. 1995)
- Isaiah Kacyvenski, ex giocatore di football americano statunitense (Syracuse, n. 1977)
- Isaiah Likely, giocatore di football americano statunitense (Cambridge, n. 2000)
- Isaiah McGuire, giocatore di football americano statunitense (Tulsa, n. 2001)
- Isaiah McKenzie, giocatore di football americano statunitense (Miami, n. 1995)
- Isaiah Mustafa, ex giocatore di football americano e attore statunitense (Portland, n. 1974)
- Isaiah Oliver, giocatore di football americano statunitense (Phoenix, n. 1996)
- Isaiah Pead, giocatore di football americano statunitense (Columbus, n. 1988)
- Isaiah Pola-Mao, giocatore di football americano statunitense (Phoenix, n. 1999)
- Isaiah Prince, giocatore di football americano statunitense (Greenbelt, n. 1997)
- Isaiah Rodgers, giocatore di football americano statunitense (Tampa, n. 1998)
- Isaiah Simmons, giocatore di football americano statunitense (Omaha, n. 1998)
- Isaiah Spiller, giocatore di football americano statunitense (Spring, n. 2001)
- Isaiah Thomas, giocatore di football americano statunitense (Tulsa, n. 1999)
- Isaiah Weed, giocatore di football americano statunitense (Bonney Lake)
- Isaiah Wilson, giocatore di football americano statunitense (New York, n. 1999)
- Isaiah Wright, giocatore di football americano statunitense (Waterbury, n. 1997)
- Isaiah Wynn, giocatore di football americano statunitense (St. Petersburg, n. 1996)
- Isaiah Zuber, giocatore di football americano statunitense (Stone Mountain, n. 1997)

## Rabbini(1)
- Isaiah Horowitz, rabbino e religioso boemo (Praga, n. 1565 - Safed, † 1630)

## Rapper(3)
- Powfu, rapper e cantautore canadese (Vancouver, n. 1999)
- Isaiah Rashad, rapper statunitense (Chattanooga, n. 1991)
- Wifisfuneral, rapper e compositore statunitense (Bronx, n. 1997)

## Sciatori alpini(1)
- Isaiah Nelson, sciatore alpino statunitense (n. 2001)

## Scrittori(1)
- Isaiah Bershadski, scrittore russo (Saimoscha, n. 1874 - Varsavia, † 1908)

## Tastieristi(1)
- Isaiah "Ikey" Owens, tastierista statunitense (Long Beach, n. 1974 - Puebla de Zaragoza, † 2014)